# Péchy László (főispán)
Péchy László (Budapest, 1877. április 23. – Mátészalka, 1942. szeptember 21.) földbirtokos, főispán, császári és királyi kamarás, országgyűlési képviselő.

## Élete
Református vallású családban született. Egyetemi tanulmányait Strasbourgban és a budapesti tudományegyetemen végezte, utóbbi  helyen tette le az államtudományi államvizsgát is. Szakmai pályáját 1897-ben Szatmár vármegye közigazgatási szolgálatában kezdte meg, alsóbb szintű beosztásokban. 1904-ben kapott helyettes főszolgabírói kinevezést, 1906-ban pedig főszolgabírónak tették meg, előbb Máramaros vármegye szinérváraljai járásában, majd később a mátészalkai járásban.
1917-ben nyugdíjaztatta magát és a birtokára vonult vissza gazdálkodni. 1920-ban egy időre főispáni teendőkkel megbízott kormánybiztossá nevezték ki, s még abban az évben a csonka Szatmár és Ugocsa vármegyék főispánja lett. 1922-ben Csonka-Bereg vármegye főispánjává is kinevezték, majd a csonka Szatmár, Ugocsa és Bereg közigazgatásilag egyesített vármegyék élére került. Főispáni állásáról tizenegy évi, politikai és társadalmi érdemekben egyaránt gazdag munkásság után vonult újra nyugalomba, 1931-ben.
Ugyanabban az évben elindult országgyűlési képviselő-jelöltként a mátészalkai választókerületben, ahol mandátumot is szerzett az Egységes Párt programjával; a kerület népe túlnyomó szavazattöbbséggel választotta meg a kisgazdapárti ellenjelölttel szemben. Már abban a ciklusban egyik tekintélyes tagja lett az országgyűlésnek és jelentős szerepet vállalt pártja életében is. 1935-ben régi kerülete újból megválasztotta, akkor már mint a Nemzeti Egység Pártja jelöltjét. Abban a ciklusban egyik elnöke volt annak az egyesített bizottságnak, amely a zsidótörvényt tárgyalta; tagja volt továbbá a 33-as, későbbi nevén 36-os bizottságnak is. Az 1939-es általános választásokon ismét parlamenti mandátumot szerzett a Magyar Élet Pártja Szatmár, Ugocsa és Bereg vármegyei listáján.
A közélet terén kifejtett érdemeiért számos elismerést kapott. I. Ferenc József 1911-ben császári és királyi kamarássá nevezte ki. A Johannita rend 1915-ben tiszteletbeli lovaggá választotta, 1924-ben, Potsdamban pedig a rend lovagjává ütötték. A kormányzó a II. osztályú Magyar Érdemkeresztet a csillaggal adományozta neki, tulajdonosa volt ezen felül a hadi érdemrendnek a kardokkal és a Vöröskereszt háborús díszjelvénynek. Jelentős szerepet játszik a református egyház életében is, 1920-től volt gondnoka a nagykárolyi református egyházmegyének.